# Opin
Opin (niem. Open) – wieś w Polsce położona w województwie warmińsko-mazurskim, w powiecie lidzbarskim, w gminie Orneta.
W latach 1975–1998 miejscowość administracyjnie należała do województwa elbląskiego.  Wieś znajduje się w historycznym regionie Warmia.
We wsi kościół z murach z XIV wieku i przebudowanych w XIX w. bezstylowych elewacjach, wystrój barokowo-neogotycki.
We wsi była stacja kolejowa Opin.